# آندره خبازی
آندره خبازی (انگلیسی: Andre Khabbazi؛ زادهٔ ۱۵ ژانویهٔ ۱۹۷۵) بازیگر اهل ایالات متحده آمریکا است.
وی در ۱۵ ژانویه ۱۹۷۵ از والدین آشوری آمریکایی در ساکرامنتو، کالیفرنیا زاده شد و پس از استقرار در لس آنجلس، کالیفرنیا، فعالیت هنری خود را به عنوان بازیگر در چندین سریال تلویزیونی آغاز کرد و بعداً با بازی در فیلم Circuitدر سال ۲۰۰۱ به شهرت رسید.
او همچنین یک تنیسور نیمه حرفه‌ای می‌باشد و در کالج ریور آمریکا در کالیفرنیا در رشته عدالت کیفری تحصیل کرده‌است.

## فیلم‌شناسی
- روزهایی از زندگی ما (۲۰۱۲–۲۰۱۸)، در نقش هنری شاه[۲]
- تشخیص: قتل (۲۰۰۲)، در نقش "تی‌جی مان" در اپیزود "باید تلویزیون را قطع کرد"
- Circuit (۲۰۰۱)، در نقش هکتور ری
- سانست بیچ (۱۹۹۷–۱۹۹۹)، در نقش " افسر اسکار رویز "
- Melrose Place (۱۹۹۹)، در نقش "تام رایت" در اپیزود "از خاکستر به خاکستر"
- Passions (۱۹۹۹)، در نقش "پلیس"، در قسمت شماره ۱۰۲۶